# Patrick Nidorf
Patrick Nidorf (* 25. März 1932 in Phoenix, Arizona; † 27. März 2023) war ein US-amerikanischer Autor und Psychotherapeut. Nidorf war Gründer der US-amerikanischen LGBT-Organisation DignityUSA.

## Leben
Nach seiner Schulzeit studierte Nidorf römisch-katholische Theologie. Er trat in den Orden der Augustiner ein. 1962 wurde Nidorf zum Priester ordiniert. Als Priester war Nidorf im Erzbistum Los Angeles tätig. In seiner Arbeit begegnete Nidorf vielen homosexuellen Katholiken und gründete 1969 die Organisation DignityUSA.
1973 legte Nidorf sein Amt als Priester nieder und heiratete. Nidorf begann als Psychotherapeut zu arbeiten. Er veröffentlichte in den folgenden Jahren mehrere Bücher. Daneben entwarf er eine umfangreiche Sammlung an Kunstgegenständen.